# All Sons & Daughters
All Sons & Daughters é uma banda de folk norte-americana, formada em 2009 em Franklin, Tennessee.
Membros da igreja, decidiram que era tempo de criar as suas próprias músicas que reflectissem os corações, mentes e sentimentos da sua congregação local.

## Membros
Integrantes
- David Leonard — vocal, piano
- Leslie Jordan — vocal, violão

## Discografia[2]
EP
- Reason to Sing: EP No. 2
- Prone to Wander: A Collection of Hymns (2011)
- Brokenness Aside: EP No. 1 (2011)

Álbuns de estúdio
| Ano  | Álbum                                                                                       | Posições nas paradas | Posições nas paradas | Posições nas paradas |
| Ano  | Álbum                                                                                       | EUA Christ           | EUA Folk             | US Heat              |
| ---- | ------------------------------------------------------------------------------------------- | -------------------- | -------------------- | -------------------- |
| 2012 | Season One - Lançamento: 13 de março de 2012 - Gravadora: Integrity Media - Formato: CD, DD | 40                   | 16                   | 25                   |